# Osmar (futebolista)
Osmar dos Santos Machado, mais conhecido como Osmar (São Francisco do Conde, 18 de abril de 1961), é um ex-futebolista brasileiro, que atuava como meia-atacante.
Campeão brasileiro pelo Bahia em 1988, entrava em praticamente todos os jogos, sendo uma espécie de "12º jogador".

## Carreira
Sua estreia no futebol foi aos 20 anos, quando ainda trabalhava como contador em sua cidade natal e foi contratado pelo Ypiranga, que até então disputava a primeira divisão estadual e foi um dos destaque da equipe, que foi rebaixada no Campeonato Baiano de 1981. Defendeu também o Galícia por empréstimo em 1982 e, no ano seguinte, assinou com o Bahia, mas não jogou o estadual por já ter defendido os Granadeiros. 
No final de 1983, durante um treino do Tricolor de Aço, o meia-atacante sofre uma entorse no joelho e fratura a tíbia, obrigando-o a passar por uma cirurgia. Em outra sessão de treinos do Bahia, Osmar reclamou de dores na perna e é submetido a uma nova operação para corrigir a fratura. Em 1985, voltou a sentir o joelho e é novamente operado, cogitando-se inclusive a aposentadoria do jogador, que após 3 anos inativo faria sua estreia oficial no Campeonato Baiano de 1987, quando foi o artilheiro da competição com 19 gols. Um ano depois, foi bicampeão estadual e campeão brasileiro, sendo um dos reservas mais utilizados.
Já veterano, rodou por Fluminense de Feira, Fortaleza, Ceará, Paysandu, Paraná Clube e Iraty. Osmar encerrou a carreira em 2002, aos 41 anos de idade.

## Títulos
Bahia
- Campeonato Baiano: 1987, 1988, 1991
- Campeonato Brasileiro: 1988[2][3]

Fortaleza
- Campeonato Cearense: 1992

Ceará
- Campeonato Cearense: 1993

Paraná Clube
- Campeonato Paranaense: 1996 e 1997